# Manjhiaon
Manjhiaon (en hindi:  ) es una localidad de la India, en el distrito de Garhwa, estado de Jharkhand.

## Geografía
Se encuentra a una altitud de 170 m s. n. m. a 226 km de la capital estatal, Ranchi, en la zona horaria UTC +5:30.

## Demografía
Según estimación 2010 contaba con una población de 2 909 habitantes.